# 咒怨之始
《咒怨之始》（日语：呪怨：呪いの家）是一部日本恐怖類型的網路劇集，由三宅唱擔當總導演，高橋洋和一瀬隆重執筆編劇，計劃於2020年7月3日在線上串流媒體平台Netflix首播。

## 演員與角色
- 荒川良良 飾演 小田島泰男（小田島泰男）[1]

- 黑島結菜 飾演 本庄遙香（本庄はるか）[1]

- 里里佳 飾演 河合聖美/重松久美[1]

- 長村航希 飾演 桂木雄大/小林勝次[1]

- 井之脇海 飾演 深澤哲也[1]

- 柄本時生 飾演 M[1]

- 仙道敦子 飾演 深澤道子[1]

- 倉科佳奈 飾演 有安君江[1]

- 岩井堂聖子 飾演 白衣女鬼[2]

- 土村芳 飾演 久世真奈美[2]

- 鄭龍進 飾演 高坂保[2]

- 松浦祐也 飾演 小田島耕吉[2]

- 大和田南那 飾演 水上芳惠

## 劇集
| 集數 | 標題                            | 導演   | 編劇             | 上線日期     |
| ---- | ------------------------------- | ------ | ---------------- | ------------ |
| 1    | 不能去的房子 行ってはいけない家 | 三宅唱 | 高橋洋和一瀨隆重 | 2020年7月3日 |
| 2    | 墜落的兩人 墜ちていくふたり     | 三宅唱 | 高橋洋和一瀨隆重 | 2020年7月3日 |
| 3    | 窗邊的女人 窓辺にいた女         | 三宅唱 | 高橋洋和一瀨隆重 | 2020年7月3日 |
| 4    | 連鎖的詛咒 連鎖する呪い         | 三宅唱 | 高橋洋和一瀨隆重 | 2020年7月3日 |
| 5    | 忘卻的記憶 忘れていた記憶       | 三宅唱 | 高橋洋和一瀨隆重 | 2020年7月3日 |
| 6    | 閣樓裡的東西 屋根裏にいたもの   | 三宅唱 | 高橋洋和一瀨隆重 | 2020年7月3日 |

## 製作
2019年6月25日，Netflix在東京文華東方酒店舉行原創作品影視節，並公佈了未來作品製作計劃，其中包括《咒怨》的電視劇版。劇集將由三宅唱擔當總導演，高橋洋和一瀬隆重執筆編劇。

## 發行
2020年5月12日，Netflix釋出《咒怨之始》預告片，第一季共6集，計劃於2020年7月3日在網飛首播。

## 資料來源
1. 1 2 3 4 5 6 7 8  . yahoo.co.jp. 2020-05-12  [2020-05-12]. （原始内容存档于2020-05-20） （日语）.
2. 1 2 3 4  . yahoo.co.jp. 2020-05-12  [2020-05-12]. （原始内容存档于2020-05-17） （日语）.
3. ↑  . natalie.mu. 2019-06-26  [2019-06-25]. （原始内容存档于2020-12-19） （日语）.
4. ↑  . cinematoday.jp. 2020-05-12  [2020-05-12]. （原始内容存档于2020-10-01） （日语）.

## 外部連結
- 在Netflix上觀看《咒怨之始》
- 爛番茄上《咒怨之始》的資料（英文）
- 互联网电影数据库（IMDb）上《咒怨之始》的资料（英文）